# Депрессивно-суицидальный блэк-метал
Депресси́вно-суицида́льный блэк-ме́тал (англ. Depressive Suicidal Black Metal; DSBM), также известный как депресси́вный блэк-ме́тал (Depressive Black Metal) или суицида́льный блэк-ме́тал (Suicidal Black Metal), — музыкальный жанр, распространённое течение в блэк-метале, отличающееся особой длиной и зацикленной структурой композиций, монотонностью, «жужжащими» гитарами, иногда — «акцентирующими» клавишными. Для некоторых исполнителей характерен быстрый темп и надрывная манера исполнения (Abyssic Hate, Nyktalgia, Silencer, Malvery), для других, наоборот, невысокий темп и общая гипнотическая атмосфера (Xasthur, Trist, ColdWorld, Defaillance). Основной тип вокала — шрайк. Вокалисты с помощью криков акцентируют внимание на концовке такта. Гитарных соло обычно нет. Барабаны звучат медленно и апатично, а в некоторых композициях отсутствуют. Бласт-бит почти не применяется, используется лишь немногими исполнителями и крайне редко — в наиболее кульминационные моменты.

## История

### Предшественники
Пресса и специализированная литература признают такие группы, как Burzum, Manes, Strid и Bethlehem в качестве основных предшественников депрессивно-суицидального блэк-метала. Burzum считается проектом, инициировавшим жанр. Музыкальный стиль его одноимённого дебютного альбома характеризуется «более медленной размеренностью, которая перекликается с криками, простыми барабанными ритмами и гитарными партиями, впоследствии получившими распространение на сцене депрессивного блэк-метала», отличаясь от блэк-метала того же поколения. Журналист журнала Rock Hard Вольф-Рюдигер Мюльман считает третий альбом группы, Hvis lyset tar oss, «пионером так называемого суицидального блэк-метала». По словам журналиста, фотографа и автора книг Дайала Паттерсона, Burzum обязан «своим историческим путешествием […] беспримерному таланту единственного автора песен Варгу Викернесу, печали и желанию сбежать». Первые представители жанра, такие как Nortt, Shining и Silencer подтверждают своё прямое вдохновение от Burzum и Hvis lyset tar oss. Nortt говорит о «прямом музыкальном фундаменте». Никлас Кварфорт из Shining утверждал, что Burzum также имеет центральное влияние на стиль группы. Также гитарист Silencer Андреас Касадо «Leere» говорил, что вдохновился Hvis lyset tar oss для своей игры на гитаре.
Паттерсон также упоминает группу Manes как влиятельного предшественника DSBM. Он описывает первое демо группы, Maanens natt, как «глубоко атмосферное путешествие сквозь холодные северные ночи […] меланхоличные арпеджио в сочетании с быстрыми ритмичными/прерывистыми ритмами». Созданная таким образом атмосфера составляет различные компоненты DSBM. Позже Кварфорт и Скотт Коннер «Malefic» из группы Xasthur присоединятся к Manes для других записей в качестве гостей. Кварфорт придаёт особое значение человеческим эмоциям в стиле Shining.
Паттерсон также считает Strid, одну менее известную норвежскую группу, ещё одним предшественником жанра. Их демо End of Life, выпущенное в 1994 году, и одноимённый EP «Strid», выпущенный на Malicious Records, предлагают «методологические и тематические инновации, которые заложат основы DSBM».
Немецкая дарк-метал группа Bethlehem считается настоящим пионером жанра в музыкальных журналах, таких как Decibel. По словам Альберта Мудриана, первые альбомы группы были «катализаторами развития более независимого жанра [DSBM], который отвергал многие особенности, связанные с блэк-металом, и [который] приводил к новым горизонтам». Лейбл группы, Prophecy Productions, основан и специализируется только на депрессивном блэк-метале. По мнению Паттерсона, группа уже казалась «страшной, измученной и глубоко укоренившейся». Bethlehem, который с самого начала откажется от категории «блэк-метал» и который также популяризировал термин, использует темы, отличные от обычного содержания этого жанра, такие как сатанизм или ненависть. Bethlehem использует «внутреннее созерцание».

## Дебют и популярность
Начиная со второй половины 1990-х годов появляются различные художники и группы и приписывают свой стиль и идеологию, порождённую блэк-металом, суицидальным или депрессивным текстам.
Канадская группа Malvery и шведская группа Silencer одними из первых сосредоточились на суицидальной и депрессивной тематике. Обе группы используют тексты, посвящённые самоповреждению, самоубийству и депрессии. С музыкальной точки зрения они заметно отличаются. В то время как Malvery больше ориентирован на игру гитар и перкуссию дэт-метала, Silencer больше ориентируется на блэк-метал с редким использованием гитар и чистых фортепиано. Для журнала Metal Storm вокальные партии обеих групп являются «уникальными» и «революционными».
Наттрамн из Silencer подчёркивает важность крика, а Амер Ле Шато из Malvery — важность страданий и беспорядков. Ле Шато совершает самоубийство в 1999 году. Первый альбом Malvery, Mortal Entrenchment in Requiem, создан при нём. По слухам, Наттрамн сбежал из психиатрической больницы после выпуска первого альбома Silencer Death — Pierce Me в 2001 году и предположительно совершил убийство. Появилось больше слухов о дизайне альбома. На снимке изображён Наттрамн, предположительно в крови, с маской и неровными повязками на руках, из которых торчат ноги свиньи. Основываясь на этом изображении, Наттрамн бы «замучил себя […] и, наконец, ампутировал руки, чтобы обменять их на ноги свиньи». Паттерсон считает Silencer одним из первых современных образований DSBM, в значительной степени независимым от слухов, окружающих певца, и приписывает группе важную роль в развитии и оформлении жанра.

### Критика и творческий застой
После споров об исчезновении Кварфорта в 2006 году и концерта Shining в Хальмстаде в 2007 году, во время которого Кварфорт использовал на себе бритвенные лезвия, жанр получил повышенное внимание и испытал в основном негативную оценку медиа-ажиотажа на метал сцене. Среди прочего Вольф-Рюдигер Мюльман в обзоре Rock Hard непосредственно связанным с исполнением альбома Shining V — Halmstad, назвал Кварфорта «куском дерьма с характером мудака», а группу «полными идиотами». Появившийся ажиотаж вокруг Кварфорта, Shining и DSBM привёл к увеличению деятельности среди новых и старых исполнителей. Обстоятельство, которое на сцене было названо тенденцией в блэк-метале.
Несмотря на рост популярности международных DSBM групп, таких как американские I’m in a Coffin и Happy Days, канадские Sombres Forêts, австралийские Austere и Woods of Desolation, итальянские Forgotten Tomb, шведские Hypotermia, норвежские Joyless, французские Mourning Dawn, чешские Trist, немецкие Total Negation и датские Make a Change… Kill Yourself, жанр часто рассматривался как незначительное явление в метале. Однако музыкальный журналист Дайал Паттерсон называет его «одним из самых популярных проявлений многогранного блэк-метала».
Из некоторых признанных исполнителей экстремального метала, таких как Zingultus, Graupel и Endstille, депрессивный блэк-метал были подвергнут критике как «нытьё» и «эмо-дерьмо», которое не соответствует оригинальной позиции блэк-метала. Паттерсон также считает, что DSBM привлекает аудиторию, которая вряд ли бы заинтересовалась блэк-металом без этого поджанра.
До середины 2010-х годов DSBM был дополнительно исчерпан в творчестве. С ростом популяризации жанра в течение многих лет происходила всё более широкая стандартизация в восприятии жанровой концепции, что не соответствует разнообразию групп, которые инициировали и популяризировали стиль. Паттерсон приводит такие группы, как Abyssic Hate, Lifelover, Xasthur и Forgotten Woods как примеры прежнего разнообразия стилей. Всё более сокращённое восприятие обвинили в этом застое. Новые группы часто обвиняли в плагиате известных имён. Кроме того, в обзорах было затронуто множество имитаций популярных представителей.

## Стиль
Общность стиля заключается в содержании предмета депрессии, самоуничтожения, саморазрушительного поведения и самоубийства. Эти темы можно найти в текстах песен, формах аранжировок и выступлениях исполнителей. Некоторые представители склонны к самоповреждениям, вплоть до увечий в процессе исполнения.
Музыка частично строится на стиле норвежских групп второй волны блэк-метала, но из-за отсутствия у многих исполнителей DSBM присущего блэк-металу сатанинского контента, в целом не относится к жанру. Отчёты о жанре часто пропускают это различие. Некоторые исполнители DSBM подняли этот вопрос, прямо сославшись на принадлежность своей собственной музыки к сатанизму как на фундаментальную идеологию блэк-метала. Паттерсон подчёркивает это впечатление и видит DSBM и его представителей в аналогичной позиции, как исполнителей пост-блэк-метала. Хотя музыка имеет «характеристики происхождения жанра», но ставит их в другой контекст, «чтобы создать что-то совершенно новое в культурном и музыкальном плане».

### Содержание
Прежде всего, DSBM имеет дело с темами тёмной стороны мира, одиночества, смерти, самоубийства, самоповреждений и мизантропии в связи с атмосферой, обычно воспринимаемой как тоска, грусть, депрессия и отчаяние.

Художница Джанет Силк описывает комплекс тем как многогранный, согласованный с различными суицидальными мотивами и действиями. В DSBM, по её словам, аспект ритуального очищения путем страдания играет центральную роль. По словам Силк, исполнители ставят перед зрителями центральные вопросы о жизни и смерти, убеждении в свободе воли. Постоянная конфронтация с субъектом самоубийства напоминает слушателю о возможности выбора за или против жизни.
«Восхищение и уважение тем, кто преодолевает „волю к жизни“ к телу и к тем, кто решает стать хозяином судьбы»

— Джанет Силк
В частности, Nortt помещает депрессивную атмосферу и тексты, связанные с умиранием, смертью и саморазрушением, в традицию сатанинской идеологии блэк-метала. С иной стороны, Кварфорт отверг категоризацию «блэк-метал» в своей группе Shining, которая занимает центральное место для DSBM, из-за отсутствия сатанинской лирики. Одновременно Кварфорт считает себя поклонником Дьявола. Основываясь на своих идеях в Shining, присутствии и идеалах группы, Кварфорт подчёркивает негативность, которая должна быть выражена. 
«Речь шла не о том, чтобы сжечь церковь, а о том, чтобы трахнуть свою жизнь, если вы хотите испытать настоящий негатив»

— Никлас Кварфорт
Цель задуманной таким образом музыки — уничтожить волю к жизни через распространение ненависти, ненависти к себе и безумия. Термин суицидальный блэк-метал также восходит к Кварфорту. Однако после того, как многие группы представили DSBM в разных ракурсах и, по его мнению, хотели «выразить свою жалость к себе, используя свою музыку в качестве дерьмовой формы терапии» в DSBM, он отошёл от этого термина. Его первоначальное намерение состояло в том, чтобы использовать музыку как оружие против слушателя, чтобы создать неуверенность, агрессию и аутоагрессию. Датский проект Nortt преследует аналогичный подход, в котором тексты и музыка передают тьму и опустошение и «не оставляют надежды или спасения, кроме смерти».
Среди тех, кого раскритиковал Кварфорт, такие группы, как Wedard, в чьей музыке говорится, что «хотя и чрезвычайно плохие депрессивные чувства не уходят», но «в конце туннеля есть также свет». Солист формации Lifelover Ким Карлссон называет DSBM творческим выражением, основанным на чувстве депрессии.
Таким образом, содержание жанра находится в напряжённом поле между катарсическим выражением, музыкой как тревожной атакой на реципиента и покровительством смерти в качестве единственного спасения.

### Визуализация
Многие из исполнителей DSBM склонны к самоповреждению во время своих концертов, включая Никласа Кварфорта из Shining, Кима Карлссона из Lifelover и Hypothermia, графа фон Бафомета из Psychonaut 4. Критики называют это поведение сомнительной постановкой и шоу. Силк видит первый предвестник этой перформативной постановки в DSBM, в которой разрывается грань между идеями, представленными в текстах, и реальными действиями. По её словам, саморазрушительное поведение в DSBM относится к идеологической надстройке блэк-метала и отмечает самоповреждение и самоуничтожение в качестве своего выражения. Силк предполагает, что эта постановка предназначена для конфронтационного вовлечения аудитории в деятельность и, таким образом, для преодоления барьера между аудиторией и артистом.
Согласно содержанию и выступлениям, для оформления альбома часто используются иллюстрации причинённых самому себе травм или предполагаемых актов самоубийства.

### Музыкальное оформление
Стиль часто воспринимается как простой. На переднем плане — атмосфера, которая возникает, в частности, благодаря использованию искажений усилителя и переходам в стиле дарк-эмбиент. Темп считается замедленным, а вокал уменьшенным. Здесь более длинные минималистичные фазы, а также обычные неискажённые гитары. Музыка DSBM, тем не менее, основана на широком спектре блэк-метала. Большинство представителей жанра используют сырую технику исполнения раннего Burzum и повторяющиеся риффы норвежской второй волны блэк-метала. Вокал варьируется от визга, типичного для норвежского блэк-метала, до речи, крика и других выражений, которые описываются как вопли, крики и плач. Часто к голосу применяется эффект эха. Большинство исполнителей, как правило, играют на средних и медленных скоростях. Изредка возможны совпадения с дум и блэк-дум-металом вплоть до фьюнерал-дум. Соответственно, барабанная игра считается простой для многих исполнителей. Хотя она иногда имеет бласт-бит, в основном удары состоят из медленных, простых ритмов. Стиль часто представлен индивидуальными проектами, в которых иногда используется драм-машина. Многие из песен, считающиеся длинными для блэк-метала, сохраняются медленными и атмосферными, с использованием сэмплов и более длинных эмбиентных пассажей, а также с использованием клавишных инструментов и синтетически вставленных органов или струнных инструментов.